# Eremisca heleni
Eremisca heleni är en tvåvingeart som först beskrevs av Efflatoun 1934.  Eremisca heleni ingår i släktet Eremisca och familjen rovflugor. Inga underarter finns listade i Catalogue of Life.